# Parc national des Bieszczady
Le parc national de Bieszczady (en polonais : Bieszczadzki Park Narodowy) est un parc national situé dans le Sud-Est de la Pologne, à proximité des frontières ukrainienne et slovaque. Il tire son nom de la chaîne de montagnes Bieszczady située dans les Carpates orientales. Cette aire protégée de catégorie II selon le classement de l'Union internationale pour la conservation de la nature (UICN) s'étend sur 292,99 km2 et a été créée en 1973. Elle fait partie du réseau Natura 2000 et une partie de sa surface est incluse dans la réserve de biosphère des Carpates orientales. En 2021, le parc national est devenu un site du patrimoine mondial de l’UNESCO (dans le prolongement des forêts primaires de hêtres des Carpates et d’autres régions d’Europe).

## Description
Le parc a été créé en 1973. À l’époque, il ne couvrait que 59,55 kilomètres carrés, mais au fil des ans, il a été agrandi quatre fois. Les derniers agrandissements ont eu lieu en 1996, qui lui ont donné sa taille actuelle de 292 km² couvrant les zones les plus élevées de la partie polonaise des monts Bieszczady. Les forêts couvrent environ 80% du parc national. Les bois sont principalement naturels ; dans certains cas, on peut dire qu’ils ont conservé leur caractère intact. Le plus haut sommet du parc, le Tarnica, culmine à 1 346 mètres d'altitude.

## Flore
Les forêts sont principalement des hêtraies. Les espaces plus élevés sont composés de prairies et de landes subalpines. 700 espèces de plantes vasculaires ont été dénombrées. Parmi les espèces endémiques, on trouve l'euphorbe des Carpates (Euphorbia carpatica) et un mélampyre (Melampyrum saxosum).

## Faune
La vie animale est abondante avec plusieurs espèces en voie de disparition qui prospèrent ici, parmi lesquelles l'ours brun (Ursus actos), le loup gris (Canis lupus), le chat sauvage européen (Felis silvestris), le sanglier (Sus scrofa), le castor européen (Castor fiber), la loutre d’Europe (Lutra lutra) et le lynx européen (Lynx lynx), ainsi que le cerf élaphe (Cervus elaphus), l'élan (Alces alces) et le bison d’Europe (Bison bonasus) réintroduit (plus de 500 vivent dans la région).
Le parc contient des espèces d’oiseaux intéressantes, dont l'aigle pomarin (Clanga pomarina), la chouette de l'Oural (Strix uralensis), le pic à dos blanc (Dendrocopos leucotos) et les cigognes noire (Ciconia nigra) et blanche (Ciconia ciconia).
Il abrite la plus grande population polonaise de couleuvres d’Esculape (Zamenis longissimus).
Les amphibiens sont représentés en particulier par le triton des Carpates (Lissotriton montandoni), espèce endémique, et par le sonneur à ventre jaune (Bombina variegata).
En ce qui concerne les invertébrés endémiques, on notera la grande limace bleue (Bielzia coerulans).

## Interaction humaine
Le parc est peu peuplé (moins de 1 personne par km²), ce qui signifie que les animaux peuvent se promener librement. La région est très populaire parmi les touristes, mais il n’y a pas beaucoup d’installations. Environ 70% du parc est considéré comme une réserve stricte, ce qui signifie que l’utilisation des sentiers est limitée. Les autorités du parc encouragent les promenades à pied.

## Galerie

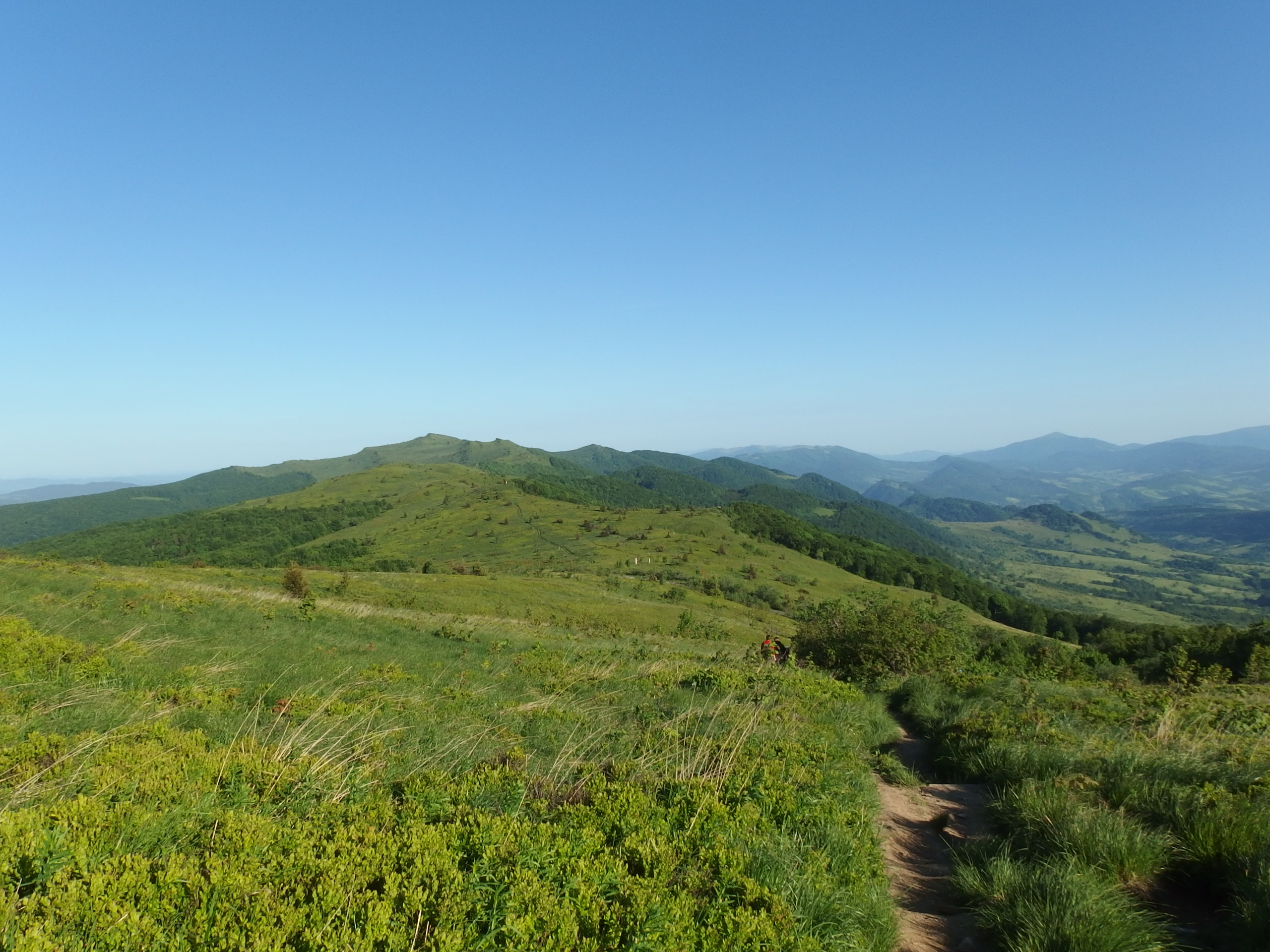
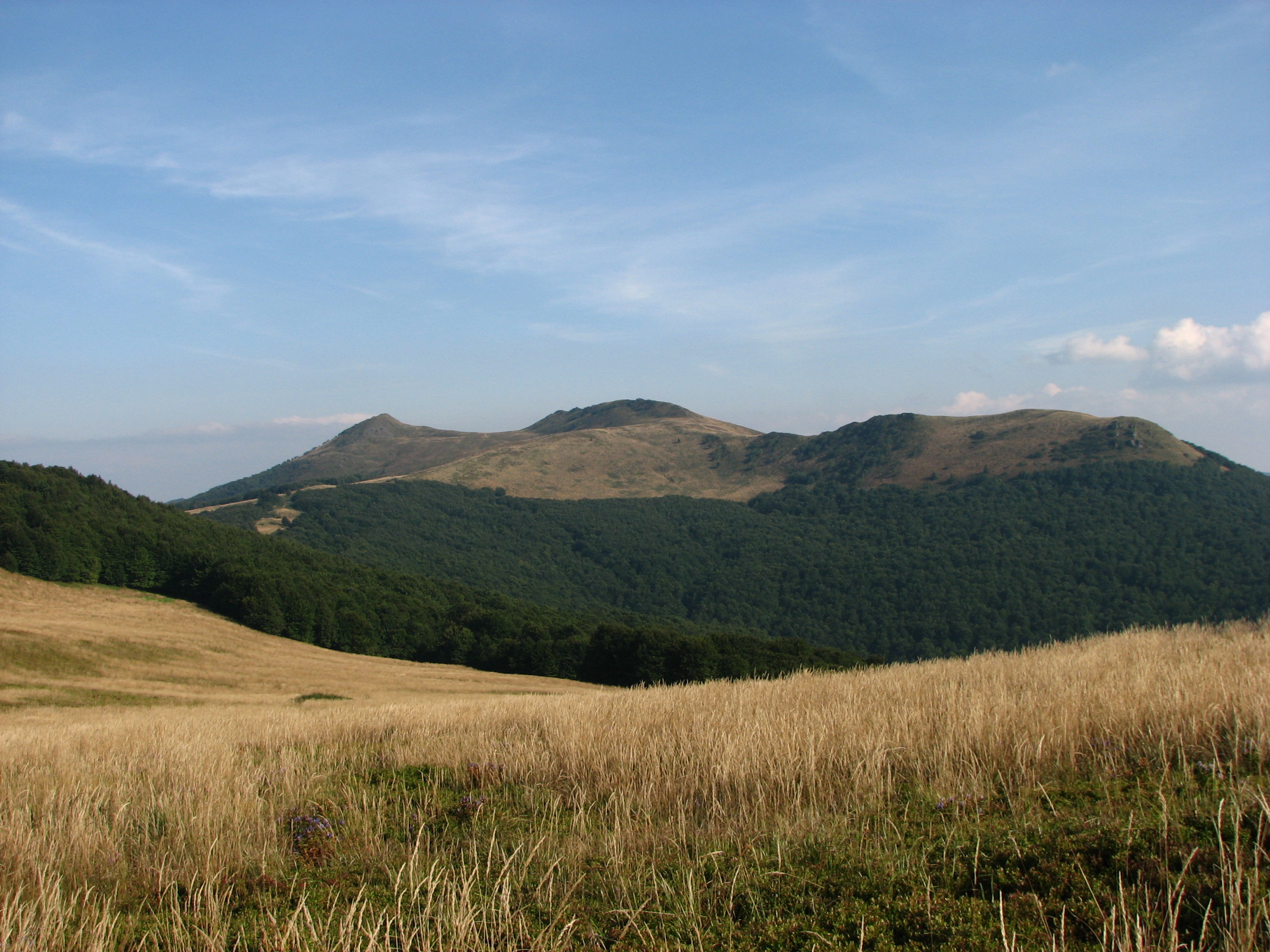
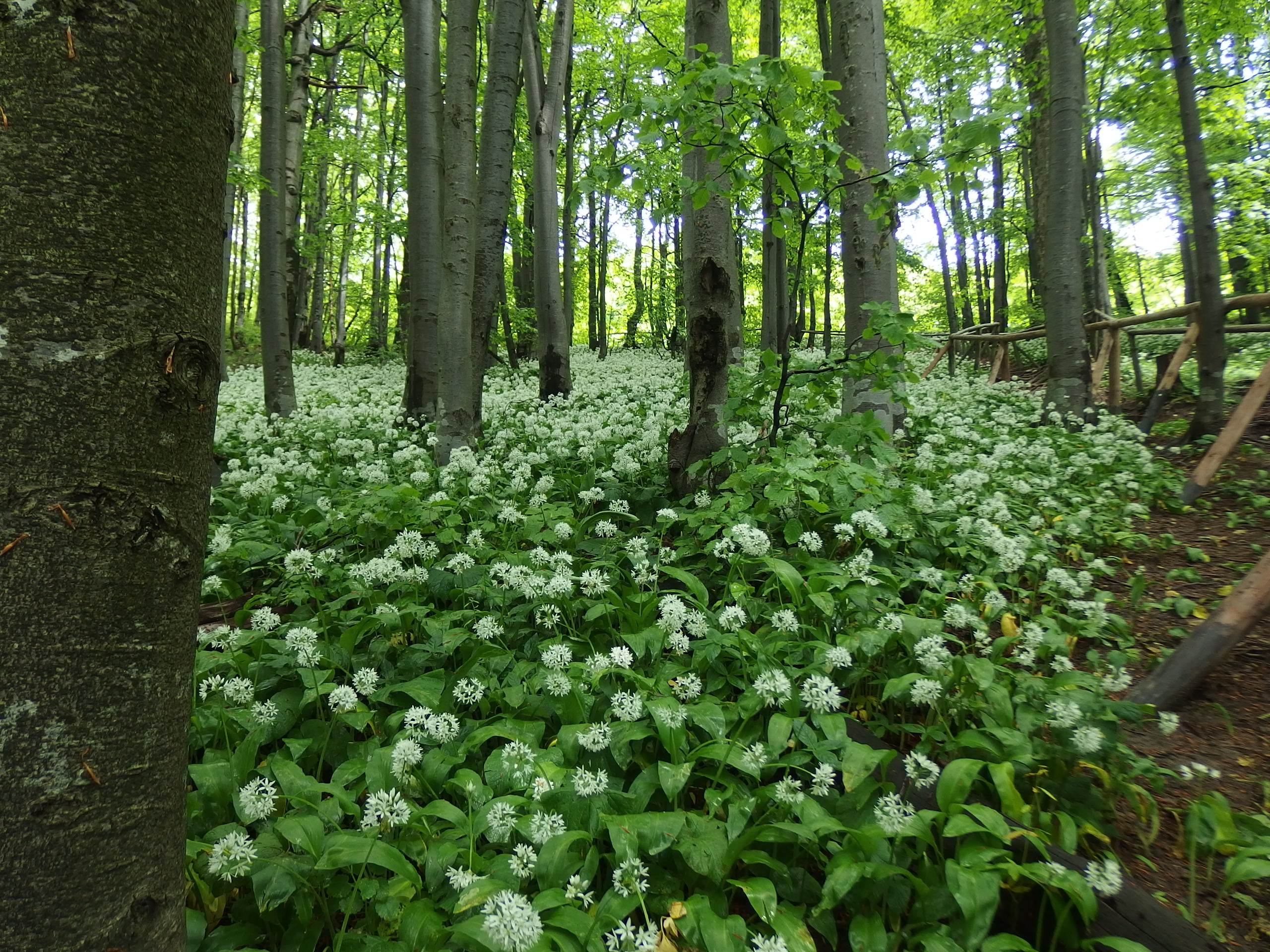
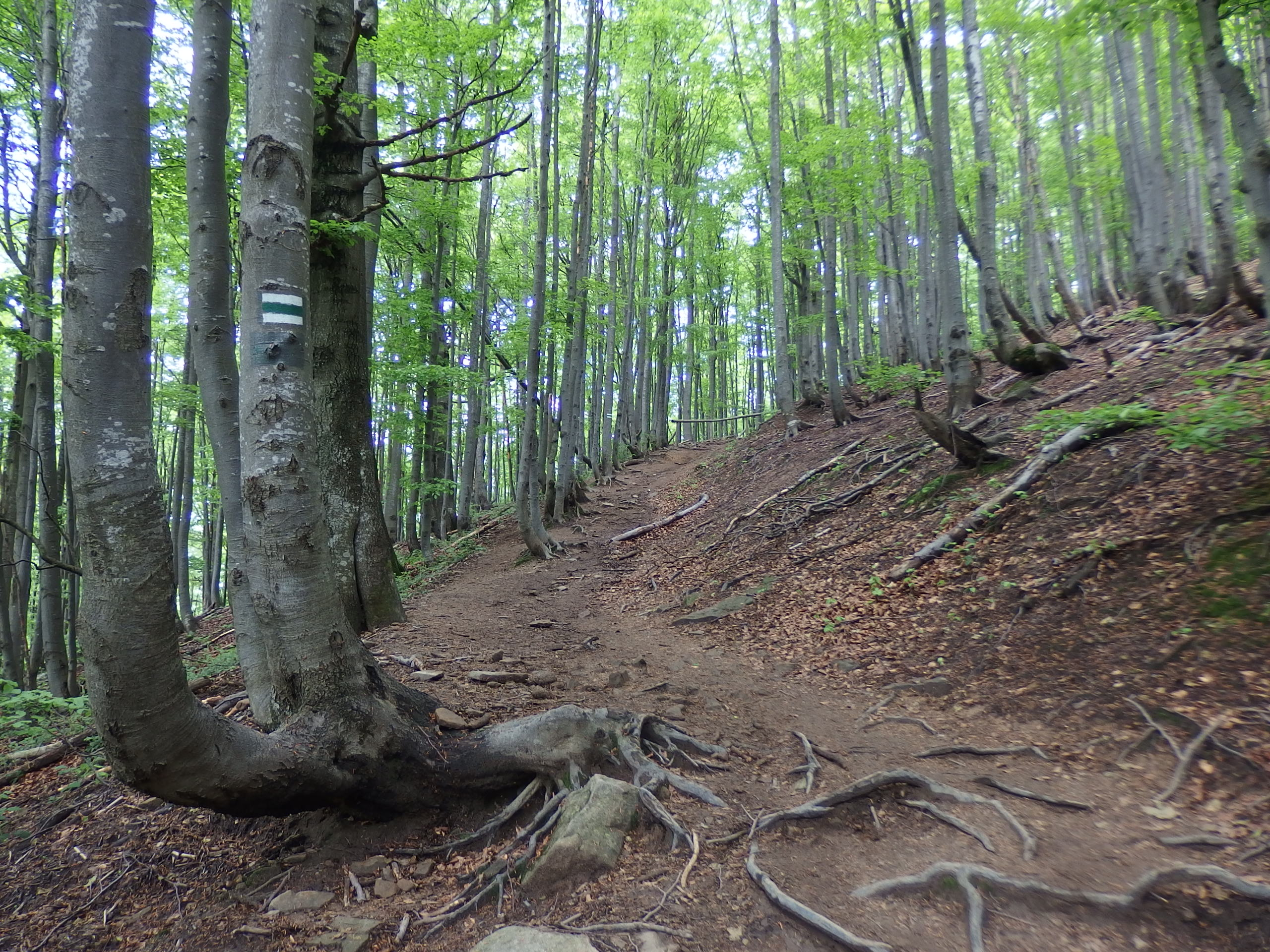
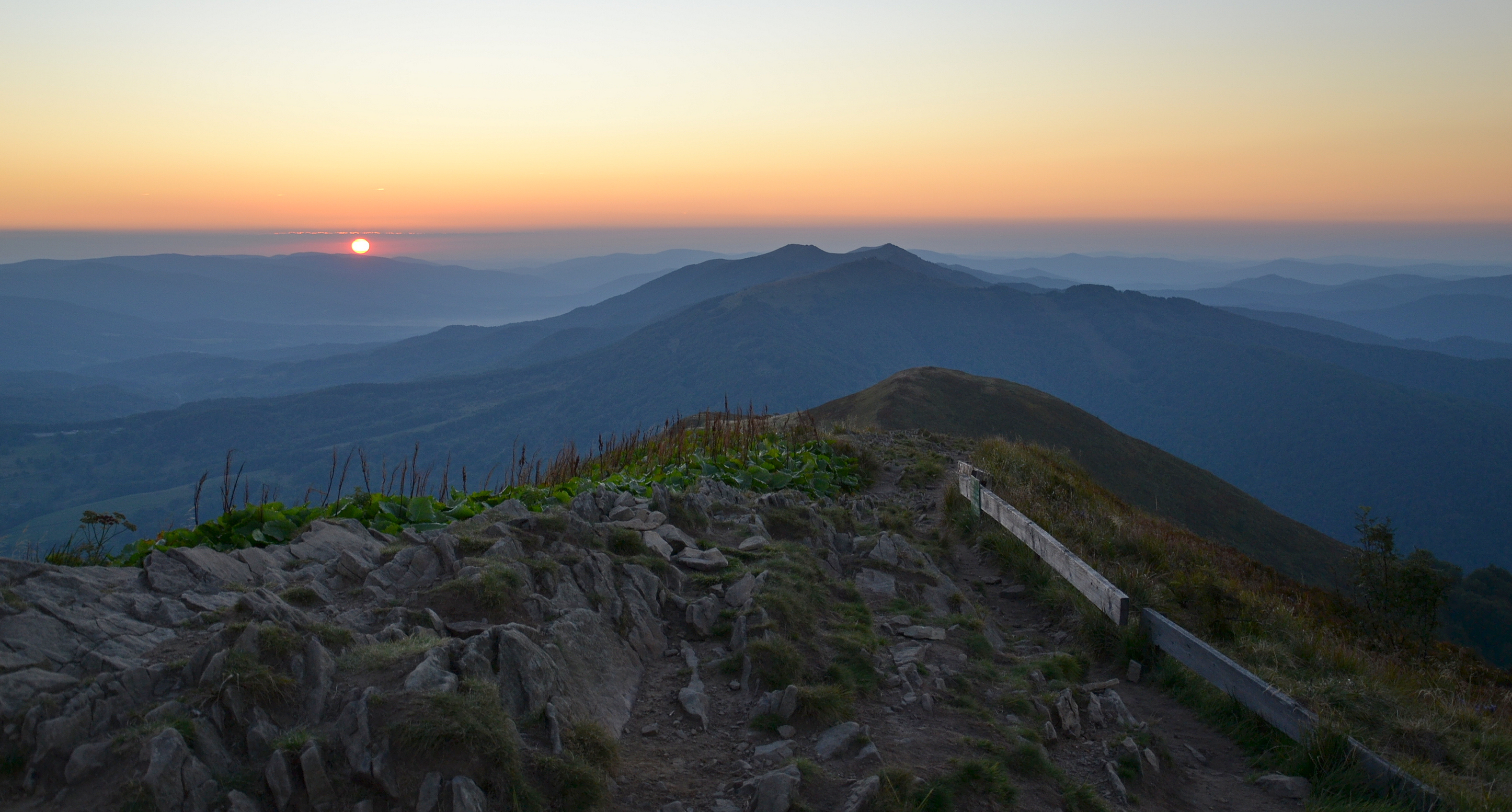
Un soir sur les Połonina Caryńska
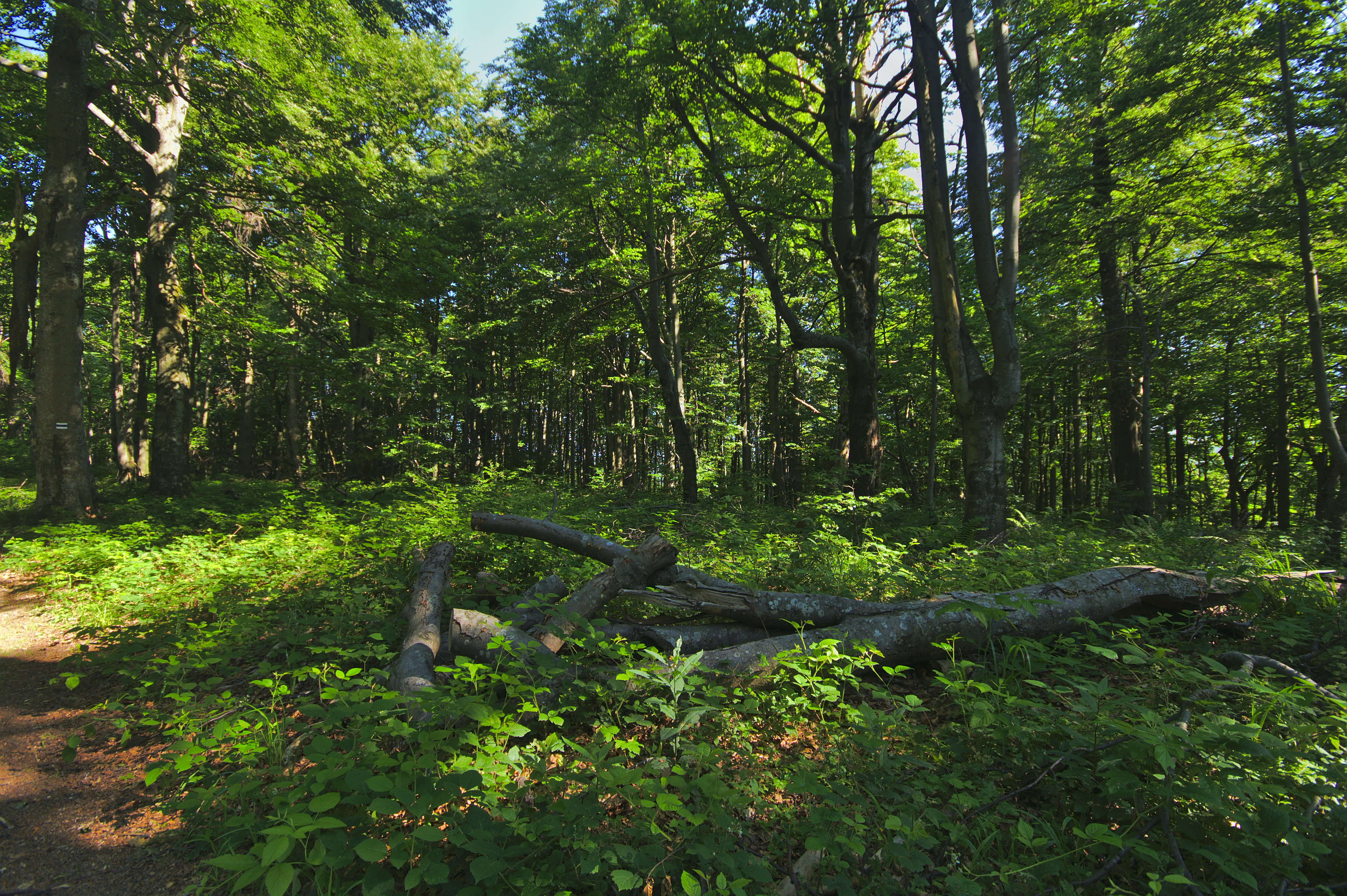